# Bolemoreus frenatus
Bolemoreus frenatus là một loài chim trong họ Meliphagidae.
Loài này là loài điển hình của chi Bolemoreus.